# 12 Gold Bars Vol. 2
12 Gold Bars (vol2), Status Quos andra "best of" med hits från 1980-1984.

## Låtlista
1. What You're Proposin' (Rossi/Frost) 4:16
2. Lies (Rossi/Frost) 3:58
3. Something 'Bout you Baby I Like (Supa) 2:50
4. Don't Drive My Car (Parfitt/Bown) 4:14
5. Dear John (Gustafson/Macaulay) 3:13
6. Rock 'N' Roll (Rossi/Frost) 4:05
7. Ol' Rag Blues (Lancaster/Lamb) 2:48
8. Mess Of The Blues (Pomus/Schuman) 3:22
9. Marguerita Time (Rossi/Frost) 3:28
10. Going Down Town Tonight (Johnson) 3:39
11. The Wanderer (Maresca) 3:31
12. Caroline (Live At The N.E.C.) (Rossi/Young) 4:59